# Powiat Maggia
Maggia (wł. Circolo di Maggia) – powiat w Szwajcarii, w kantonie Ticino, w okręgu Vallemaggia. Siedziba administracyjna powiatu znajduje się w miejscowości Maggia. 
Powiat składa się z dwóch gmin (comune) o powierzchni 187,53 km² i o liczbie mieszkańców 4110.

## Gminy
| Nazwa gminy     | Liczba mieszkańców 31 grudnia 2021 | Powierzchnia km² |
| --------------- | ---------------------------------- | ---------------- |
| Avegno Gordevio | 1 523                              | 27,32            |
| Maggia          | 2 604                              | 111,16           |

## Zmiany administracyjne
- 4 kwietnia 2004
  - utworzenie gminy Maggia z gmin Aurigeno, Coglio, Giumaglio, Lodano, Moghegno i Someo
- 20 kwietnia 2008
  - utworzenie gminy Avegno Gordevio z gmin Avegno i Gordevio